# Soziokultureller Konstruktivismus
Soziokultureller Konstruktivismus nennt man ein Teilgebiet des Konstruktivismus, das sich der Konstruktion von Wirklichkeit in soziokulturellen Systemen widmet. 
Im weiteren Sinn ist der  Soziokulturelle Konstruktivismus ein Sammelbegriff der konstruktivistischen Ansätze im sozio-kulturellen Feld. Hierzu zählt beispielsweise der Interaktionistische Konstruktivismus, mit dem Kersten Reich  pädagogische und  didaktische Anwendungsfelder erschlossen hat.

## Soziokultureller Konstruktivismus nach S. J. Schmidt
Im engeren Sinn bezeichnet Soziokultureller Konstruktivismus einen Forschungsansatz des Literatur- und Kommunikationswissenschaftlers Siegfried J. Schmidt. Er wird auch Siegener Konstruktivismus genannt. 
Ausgangspunkt ist der Soziale Konstruktionismus des US-amerikanischen Psychologen Kenneth J. Gergen, der dem Satz Descartes "Ich denke, also bin ich" entgegensetzte: "I am linked therefore I am" (dt.:"Ich bin vernetzt, darum bin ich"). Schmidt ging im Anschluss dieser Überlegungen davon aus, dass menschliche Beobachter „‚immer schon’ in einem kulturell und sozialstrukturell sehr nachhaltig ‚markierten space’ operieren“ (Mike Sandbothe 1994, 47). Schmidt führt dies folgendermaßen aus:
„Wirklichkeitskonstruktionen von Aktanten sind subjektgebunden, aber nicht subjektiv im Sinne von willkürlich, intentional oder relativistisch. Und zwar eben deshalb, weil die Individuen bei ihren Wirklichkeitskonstruktionen […] immer schon zu spät kommen: Alles, was bewusst wird, setzt vom Bewusstsein aus unerreichbare neuronale Aktivitäten voraus; alles, was gesagt wird, setzt bereits das unbewusst erworbene Beherrschen einer Sprache voraus; worüber in welcher Weise und mit welchen Effekten gesprochen wird, all das setzt gesellschaftlich geregelte und kulturell programmierte Diskurse in sozialen Systemen voraus. Insofern organisieren diese Prozesse der Wirklichkeitskonstruktion sich selbst und erzeugen dadurch ihre eigenen Ordnungen der Wirklichkeit(en).“